# Ría de Kiel
La ría de Kiel o fiordo de Kiel (en alemán Kieler Förde) es una ensenada del mar Báltico de unos 17 km de longitud situada en la parte oriental de Schleswig-Holstein (Alemania). Formada por movimientos glaciares durante la última glaciación, separa las penínsulas de la Selva Dánica y Wagria. Como las demás ensenadas de tipo fiordo, geológicamente no es un fiordo. Comienza en el Hörn, el puerto histórico en el centro de Kiel, y desemboca en la bahía de Kiel. Se caracteriza por un intenso tráfico marítimo, debido principalmente al paso de buques mercantes por el canal de Kiel, transbordadores de automóviles y pasajeros hacia y desde Escandinavia, transbordadores portuarios, embarcaciones de recreo y cruceros.

## Geografía
En la ría de Kiel se encuentra el extremo oriental del canal de Kiel. En su punto más estrecho (el Friedrichsorter Enge), la ría sólo tiene un kilómetro de ancho. El río Schwentine desemboca en la ría cerca del distrito de Neumühlen-Dietrichsdorf. El fiordo de Kiel es la puerta de entrada a la vía navegable artificial más transitada del mundo, el canal de Kiel.

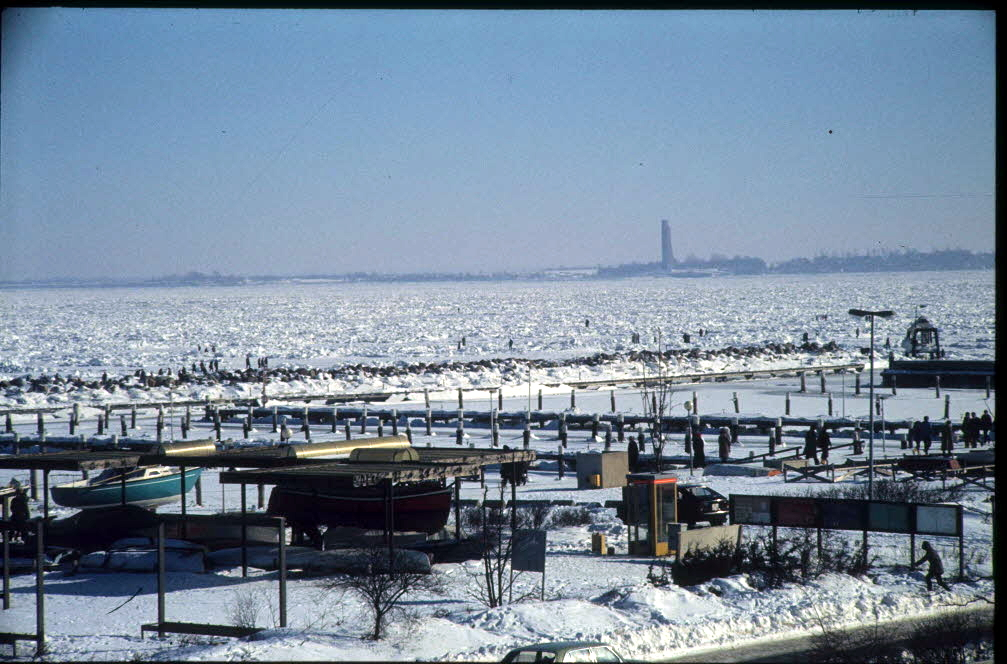
La ría de Kiel congelada durante el invierno de 1978/1979

El fiordo de Kiel ha sido fuertemente moldeado por el hombre debido a los refuerzos de las orillas, las instalaciones portuarias y el tráfico marítimo. No obstante, al menos 30 especies diferentes de peces utilizan el fiordo como hábitat. Entre los habitantes permanentes del fiordo figuran el escorpión marino y varias especies de gobios. Para el bacalao, el fiordo sirve principalmente de criadero. Atraídos por las aguas fluviales del Schwentine, salmones, truchas marinas y arenques entran en el fiordo en sus migraciones de desove. Debido a la afluencia de agua dulce, la fauna también incluye especies de agua dulce tolerantes a la sal, como la perca y el lucio.
Como puerto del mar Báltico, el fiordo de Kiel se ve frecuentemente afectado por el hielo. Entre 1849 y 1897, el fiordo tuvo que cerrarse durante 22 inviernos. Después de la Segunda Guerra Mundial, los años 1947, 1956, 1963 y 1978/1979 (durante la catástrofe de la nieve de 1979) fueron algunos de los inviernos helados en los que se desplegaron rompehielos para despejar los canales de navegación.